# Berrueces
Berrueces est une commune de la province de Valladolid dans la communauté autonome de Castille-et-León en Espagne.

## Sites et patrimoine
- Église San Pedro
- Chapelle de la Vierge de Pedrosa